# Kępiny Małe
Kępiny Małe (kaszb. Môłé Kãmpinë) – wieś w Polsce położona w województwie pomorskim, w powiecie nowodworskim, w gminie Nowy Dwór Gdański na obszarze Żuław Wiślanych. Wieś jest siedzibą sołectwa Kępiny Małe
W latach 1975–1998 miejscowość administracyjnie należała do województwa elbląskiego.

## Sołectwo Kępiny
Sołectwo Kępiny Małe położone jest na wschodnim skraju gminy. W skład sołectwa wchodzą Kępiny Małe.
Miejscowość liczy 235 mieszkańców. Z czego 55 osób jest niepełnoletnich, a 26 osób jest w wieku poprodukcyjnym. Pozostałą część 154 osób stanowi ludność w wieku produkcyjnym. Struktura płciowa wsi jest mniej więcej równa na 125 kobiet przypada 110 mężczyzn.

Wschodnia granica sołectwa jest też granicą wojewódzką. Granicą między województwem pomorskim a warmińsko-mazurskim jest rzeka Nogat, która jest prawą odnogą Wisły wpadającą do Zalewu Wiślanego.

## Atrakcje turystyczne
Obecność dużej i czystej rzeki sprzyja uprawianiu sportów wodnych oraz wędkowaniu. Latem często widać płynące wzdłuż Nogatu łodzie motorowe, żaglówki, skutery wodne czy spływy kajakowe. Niekiedy uczestnicy tych wodnych wędrówek zatrzymują się w granicach sołectwa by odpocząć i zostają na noc, gdyż u stóp wału przy Nogacie znajduje się wiele miejsc na rozpalenie ognisk i miłego spędzenia czasu.
- W sezonie letnim również lądowy ruch turystyczny na tym terenie jest dość wysoki ze względu na to że wszędzie jest blisko. 20 km dzieli wieś od morza, 5 km to odległość do jednej z największych za Żuławach stacji pomp na Osłonce i Zalewu Wiślanego, 15 km – odległość do Elbląga i na Wysoczyznę Elbląską.
- Wartym zauważenia elementem w Kępinach Małych jest pomenonicki cmentarz, który ze względu na dość słaby dojazd jest coraz rzadziej odwiedzany. W Kępinach znajduje się również jeden z największych na Żuławach Jesionów.
- W Kępinach Małych znajduje się dom agroturystyczny „Żabi Skok”
- We wsi znajduje się również siedziba Koła Łowieckiego „Żuławy” wraz ze strzelnicą, a tuż za strzelnica na granicy z miejscowością Wężowiec został posadzony nowy las.

### Trasy rowerowe
Przez Kępiny Małe wiodą liczne trasy rowerowe. Przykładem może tu być jedna z tras 54 Centralnego Międzynarodowego Złotu Kolarzy PTTK „Ziemia Elbląska 2005”, której trasa wiodła wzdłuż szlaku rowerowego R64 (Kamienica Elbląska – Rubno – Nowakowo – Kępiny – Marzęcino – Tujsk – Sztutowo – Stutthof – Stegna – Nowy Dwór Gdański – Marzęcino – Kępiny – Nowakowo – Kamienica Elbląska). Sołectwo odwiedza dużo wycieczek zagranicznych, przeważnie niemieckich, w tym również menonici zamieszkujący ten teren.

## Okres przedwojenny
Wieś Kępiny Małe przed zakończeniem II wojny światowej była wsią niemiecką. A teren wsi podobnie jak teraz był również granicą, lecz nie województw a Wolnego Miasta Gdańska i Prus. W czasie gdy tereny Kępin Małych był wsią niemiecką nosił nazwę Zeyerniederkampen.

## Depresja
Sołectwo Kępiny Małe w niektórych rejonach swego obszaru znajduje się pod poziomem morza, co ze względu na bliskość dużych zbiorników wodnych w czasie opadów deszczu powoduje, że duże obszary pól znajdują się pod wodą. Dzieje się to najczęściej na jesień, kiedy rolnicy zabiorą swoje płody z pól, choć niekiedy muszą te płody „kraść”. Rolnicy sołectwa Kępiny Małe posiadają bardzo żyzne gleby – mady, a wzdłuż rzeki Nogat występują piaszczyste bielice i gleby torfowe.

## Handel
We wsi Kępiny Małe znajduje się jeden z dziewięciu w powiecie punktów sprzedaży środków ochrony roślin, gdzie rolnicy mogą dokonywać zakupów niezbędnych środków.

## Sport
Miejscowość Kępiny Małe posiada swoją drużynę piłkarska, która gra amatorsko w różnego rodzaju turniejach. W 2007 zdobyła pierwsze miejsce na Grand Prix Żuław

Inne miejscowości o nazwie Kępiny: Kępiny, Kępiny Wielkie